# Emma González (futbolista)
Emma Claire González Anderson (Chile, 27 de diciembre de 2006) es una futbolista chilena que juega como volante central. Actualmente defiende los colores de la Universidad de Chile del torneo femenino de ese país.

## Trayectoria
En 2021 con 14 años es citada al equipo adulto de Universidad de Chile para enfrentar ante Deportes Temuco en el sur por la primera fecha del torneo de Primera División femenino 2021 donde el equipo azul ganó por 9-0, Emma debuta con 14 años y anota el 8-0 parcial y su primer gol en el profesionalismo.
Fue parte de la Selección Sub-17 de Chile en el Sudamericano Sub-17 Femenino Uruguay 2022 donde fue titular y logró la clasificación de Chile a la Copa Mundial Femenina Sub-17 de India 2022.
En 2022 sigue jugando en las divisiones inferiores de la Universidad de Chile y alterna con el primer equipo adulto.

## Clubes
| Club                 | País  | Año             |
| -------------------- | ----- | --------------- |
| Universidad de Chile | Chile | 2021 - Presente |

## Palmarés

### Títulos nacionales
| Título              | Club                 | País  | Año  |
| ------------------- | -------------------- | ----- | ---- |
| Campeonato Nacional | Universidad de Chile | Chile | 2021 |